# Poljski brzec
Poljski brzec (znanstveno ime Cicindela campestris) je vrsta hrošča iz družine krešičev, ki je razširjena po Evropi, tudi po Sloveniji.

## Opis
Odrasli hrošči merijo v dolžino med 12 in 15 mm. Elitre in oprsje sta različnih zelenih odtenkov, posejana s smetanasto belimi lisami. Oči so črne, noge pa so rjave in so poraščene z belkastimi dlačicami. Tipalnice so dolge in ravne.

## Razširjenost
Poljski brzec je razširjen od Španije na zahodu pa vse do Finske na sevorovzhodu. Najbolj pogost je v osrednji Evropi. Najpogosteje se zadržuje na sončnih, suhih poljih. Običajno se premika po tleh, čeprav lahko leti, pri čemer glasno brenči. Po tleh se premikajo hitro in dosežejo hitrost do 60 cm na sekundo.

## Podvrste
Priznane so naslednje podvrste poljskega brzca:
- Cicindela campestris atlantis Mandl, 1944
- Cicindela campestris balearica Sydow, 1934
- Cicindela campestris cyprensis Hlisnikowsky, 1929
- Cicindela campestris nigrita Dejean, 1825
- Cicindela campestris olivieria Brullé, 1832
- Cicindela campestris palustris Motschulsky, 1840
- Cicindela campestris pontica Fischer von Waldheim, 1825
- Cicindela campestris saphyrina Gené, 1836
- Cicindela campestris siculorum Schilder, 1953
- Cicindela campestris suffriani Loew, 1943
- Cicindela campestris calabrica  Mandl, 1944